# Aristarch Belopol'skij
Aristarch Apollonovič Belopol'skij (in russo Аристарх Аполлонович Белопольский?; Mosca, 1º luglio 1854 – Poulkovo, 16 maggio 1934) è stato un astronomo e astrofisico russo poi sovietico.

## Biografia
Nacque a Mosca da una famiglia di origine serba, proveniente dalla città di Belo Polje, oggi in Montenegro. Belopol'skij si laureò all'Università di Mosca nel 1877 e due anni più tardi divenne assistente di Fëdor Aleksandrovič Bredichin all'Osservatorio di Mosca. Nel 1888 entrò a far parte dello staff dell'Osservatorio di Pulkovo.
Lavorò nel campo della spettroscopia delle stelle e del sole e scoprì numerose binarie spettroscopiche: tra le altre, scoprì che Castore B era una binaria spettroscopica con un periodo di 2,92 giorni.
Belopol'skij era noto per la costruzione di strumenti e nel 1898 costruì un dispositivo per misurare lo spostamento Doppler degli spettri, aprendo la strada all'uso dello spostamento ottico Doppler per misurare le velocità di rotazione di oggetti distanti. Fu il primo a scoprire che l'equatore di Giove ruota più rapidamente rispetto alle latitudini più elevate e che gli anelli di Saturno non ruotano come una massa solida, dimostrando che erano costituiti da piccoli oggetti individuali.
Tentò due volte di misurare la velocità di rotazione di Venere, suggerendo 24 ore nel 1900 e 35 ore nel 1911, uno degli innumerevoli tentativi falliti da parte degli astronomi dell'epoca di misurare la lunghezza del giorno venusiano.
Era buon amico di Oskar Backlund e quando quest'ultimo morì nel 1916 gli succedette come direttore dell'Osservatorio di Pulkovo, dimettendosi nel 1918.
Membro della Royal Astronomical Society dal 1910, da lui prendono il nome il cratere Belopol'skiy sulla Luna, l'asteroide 1004 Belopolskya e un premio dell'Accademia russa delle scienze.

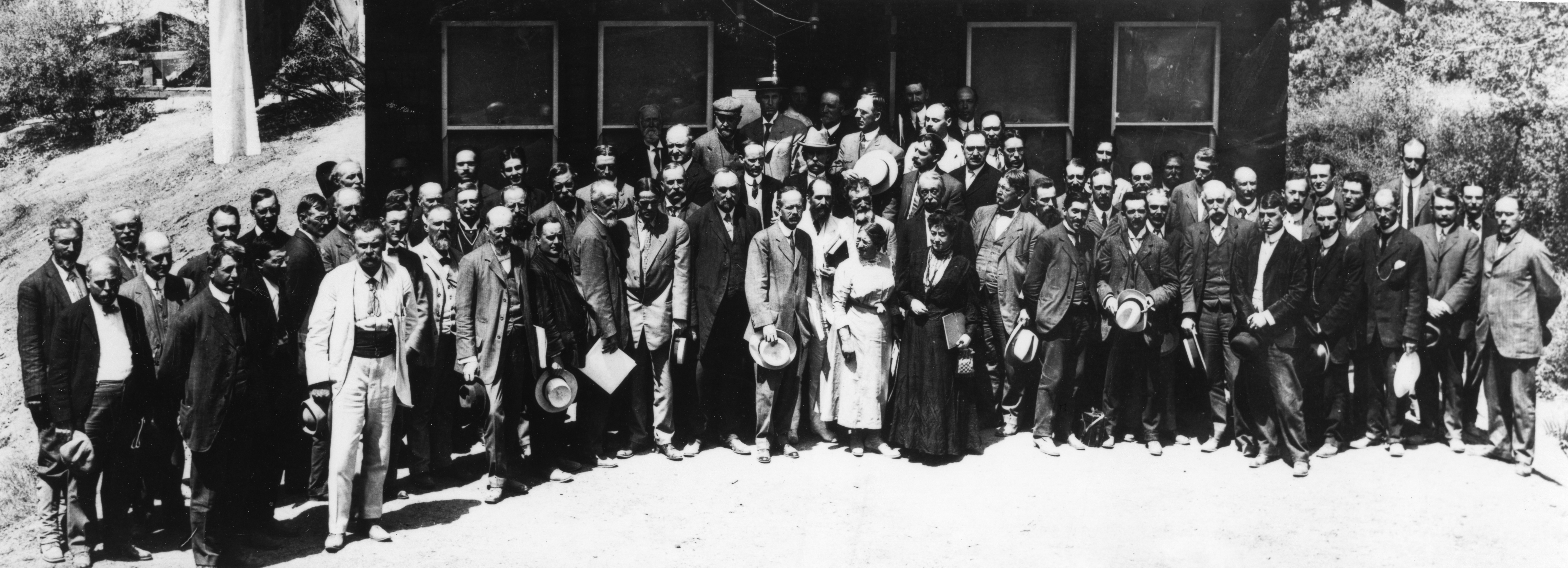
Belopol'skij alla quarta Conferenza Internazionale dell'Unione per la Cooperazione nelle Ricerche Solari presso l'Osservatorio di Mount Wilson, 1910